# Château de Walbach
Le château de Walbach est un monument historique situé à Walbach, dans le département français du Haut-Rhin.

## Localisation
Ce bâtiment est situé au 1, rue du Château à Walbach.

## Historique
Le château est mentionné par la première fois en 1336 sous le nom de Burgerlin, « petit château » et appartient alors aux Girsberg, qui possèdent alors une partie du village et un autre château plus important sur la montagne de l’autre côté de la vallée, le Gigersbourg. En 1410, Jean-Guillaume de Girsberg transmet Walbach et son château aux Ribeaupierre, qui possédaient déjà l’autre moitié du village,.
Au plus tard au début du XVIe siècle, le château est occupé par les Walbach, vassaux des Ribeaupierre, auxquels il retourne lorsque la famille des Walbach s’éteint en 1559. D’importants travaux semblent avoir lieu pendant ce siècle, avec notamment la construction de la tourelle d’escalier et le remaniement d’une grande partie des ouvertures,.
Au milieu du XVIIIe siècle, le château est en mauvais état faute d’entretien. De grands travaux de restauration sont entrepris à partir de  1763 par les Deux-Ponts-Birkenfeld qui ont hérité du village à l’extinction des Ribeaupierre. Ils durent au moins jusqu’en 1770-1771, dates portées sur les portes de la cour. Peu de temps après, en octobre 1775, la grange est détruite par un incendie causé par du foin rentré humide. Après la Révolution, le château est inhabité pendant un temps puis acheté par la famille Joseph en 1800. En 1898, Martin Joseph, maire de Walbach, le vend au fermier Hippolyte Blaise, dont les héritiers le possèdent encore à la fin des années 1960. Endommagé pendant la Seconde Guerre mondiale en raison de la présence d’une batterie d’artillerie dans le pré voisin, l'édifice fait l'objet d'une inscription au titre des monuments historiques depuis 1946,.

## Architecture
Le château est composé d’une cour quadrangulaire orientée nord-ouest sud-est, dont le logis occupe l’angle ouest. Celui-ci est une bâtisse massive de trois étages quadrangulaires sur rez-de-chaussée semi-enterré et servant de cellier, auxquels s’ajoutent encore plusieurs niveaux de combles. Les murs sont en moellons enduits avec des chaînages d’angles en grès. Les encadrements des portes et des fenêtres sont du même matériau, ces derniers étant caractéristiques du XVIe siècle avec leurs banquettes, leurs meneaux et leurs linteaux sculptés de coquilles. Une tourelle d’escalier se trouve dans l’angle sud et deux petites annexes basses sont accolées au mur sud-ouest,. À l’intérieur du logis se trouvent encore deux poêles de la seconde moitié du XVIIIe siècle en faïence imitant un marbre violet. Ils portent des cadres rectangulaires et des médaillons ovales décorés d’instruments de musique et de scènes bibliques dont certaines semblent avoir été copiées sur celles des stalles de l'église Notre-Dame de Guebwiller sculptées par Fidèle Sporer,.